# Терешки (Волковысский район)
Терешки (бел. Цярэшкі) — деревня в Волковысском районе Гродненской области Беларуси. Входит в состав Субочского сельсовета.

## География
Деревня находится в юго-западной части Гродненской области, на берегах реки Волпянки, при автодороге Н-20546, на расстоянии приблизительно 17 километров (по прямой) к северо-западу от города Волковыск, административного центра района. Абсолютная высота — 153 метра над уровнем моря. Площадь населённого пункта — 0,3607 км².

## История
По состоянию на 1905 год, в Терешках проживало 204 человека. В административном отношении деревня входила в состав Верейковской волости Волковысского уезда Гродненской губернии.
Согласно Рижскому мирному договору (1921), деревня вошла в состав Второй Польской республики. Входила в состав гмины Терешки Волковысского повета Белостокского воеводства. В 1921 году числилось 144 жителя, проживавших в 25 домах. В этническом составе населения того периода поляки составляли 100 %. В конфессиональном составе католики составляли 85,4 % населения деревни, православные христиане — 14,6 %.
С 1939 года в БССР. До 2003 года входила в состав Верейковского сельсовета.

## Население
По данным переписи 2019 года, в деревне проживало 17 человек.
| Год  | Население, человек |
| ---- | ------------------ |
| 1905 | 204                |
| 1921 | ↘ 144              |
| 2009 | ↘ 49               |
| 2019 | ↘ 17               |